# Rozdętka zaostrzona
Rozdętka zaostrzona – kosmopolityczny, inwazyjny gatunek słodkowodnego, ciepłolubnego ślimaka płucodysznego z rodziny rozdętkowatych (Physidae), w literaturze europejskiej opisywany pod nazwą Physella acuta, a w amerykańskiej Physa acuta. Znaczący udział w jego szybkim rozprzestrzenianiu ma handel na potrzeby akwarystyki.

## Występowanie
Początkowo uważano, że pierwotnym obszarem występowania tego gatunku jest region śródziemnomorski. Stamtąd granice jego zasięgu powoli przesuwały się do Europy Północnej i Wschodniej. W 1848 zaobserwowano go w Szwajcarii, w 1895 w Niemczech, w początkach XX wieku w Polsce, Czechach i na Węgrzech. Obecność rozdętki zaostrzonej stwierdzono również w Ameryce Północnej. Wśród badaczy pojawiła się wątpliwość, co do kierunku ekspansji tego gatunku. Możliwe są dwa warianty: z Europy do Ameryki lub odwrotnie. Sytuację komplikuje niejasna systematyka rodziny Physidae w Ameryce (w samych Stanach Zjednoczonych rozpoznano ponad 40 gatunków). Przeprowadzone dotychczas badania potwierdzają jedynie, że opisywane pod różnymi nazwami populacje amerykańskie to Physa acuta.
Rozdętka zaostrzona jest obecnie gatunkiem występującym w większości wód słodkich na świecie. W Europie i we wschodniej części Ameryki Północnej jest pospolita.

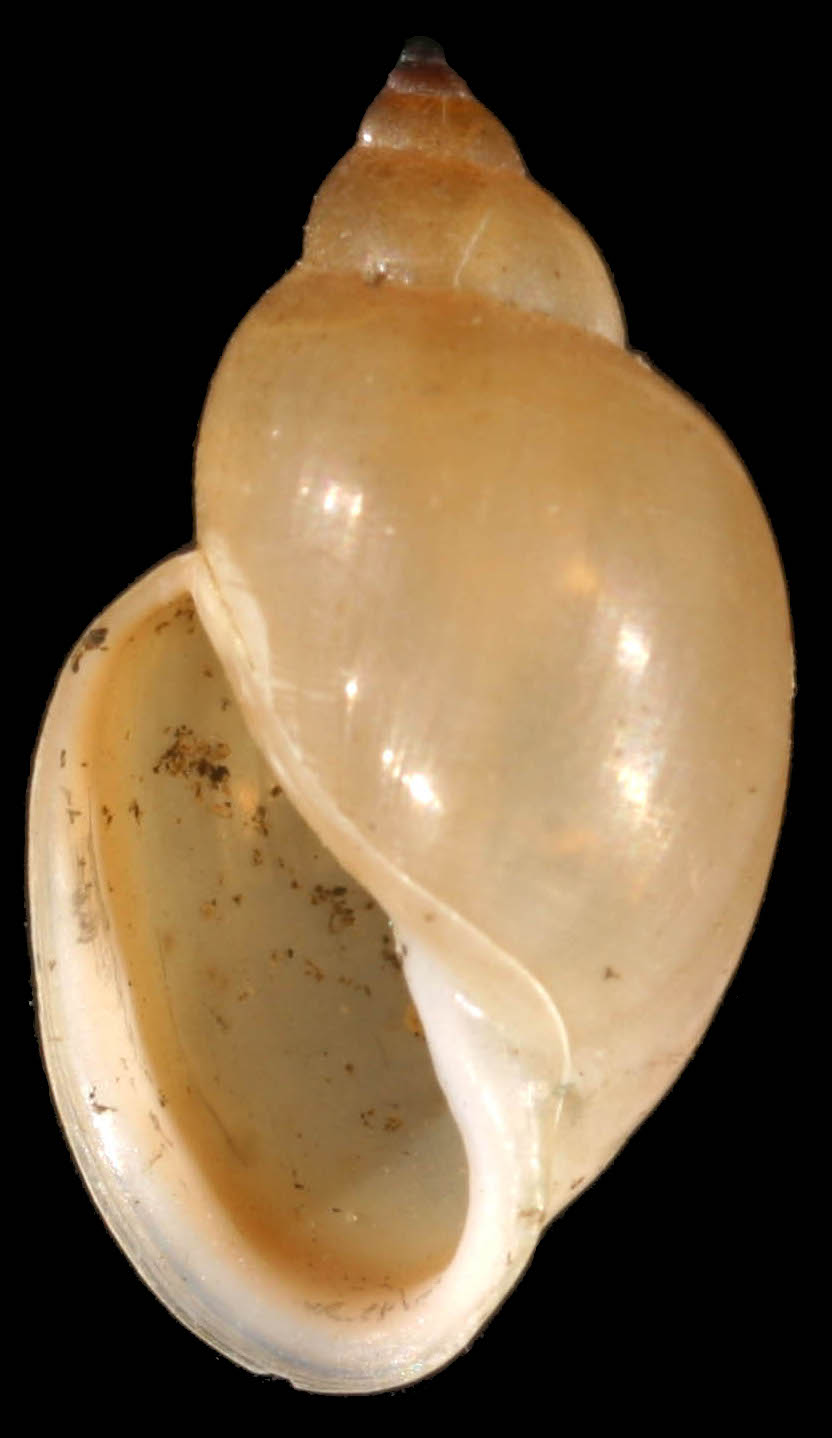
Muszla rozdętki zaostrzonej ma białawą wargę

W Polsce jest gatunkiem obcym, zawleczonym ze strefy śródziemnomorskiej. Została odnotowana na terenie kraju, koło Opola, w 1912 roku. Występuje na niżu. W początkowym okresie obserwowano jej obecność w podgrzewanych zbiornikach (kanały zrzutowe elektrowni oraz stawy fabryczne). Niekiedy występowała masowo. Z czasem przystosowała się również do chłodniejszych wód naturalnych akwenów. W Polsce nie jest uznawana za gatunek inwazyjny.

## Budowa
Muszla lewoskrętna, o wymiarach 8–16 × 5–9 mm i 4–5 lub 5–6, o regularnie i szybko narastających, niezbyt wypukłych skrętach, jajowato wydłużona, cienka, gładka, lekko błyszcząca i przezroczysta, z blisko osadzonymi liniami przyrostów, bez dostrzegalnych linii spiralnych, żółtawa.
Szczyt muszli jest krótki, wyraźnie zaznaczony. U w pełni dojrzałych osobników kolumienka i warga muszli są biało ubarwione.
Ciało ślimaka jest ciemne (czarne lub ciemnoszare) z fioletowym odcieniem. Płaszcz jest pokryty złotymi plamkami, widocznymi przez muszlę. Czułki szare, prawie przezroczyste. Oczy małe i czarne.  

## Biologia i ekologia
Rozdętka zaostrzona jest ślimakiem ciepłolubnym. Typowym siedliskiem tego gatunku są płytkie i ciepłe wody stojące lub wolno płynące, o mulistym lub piaszczystym podłożu i bujnej roślinności. Dobrze znosi okresowe pogorszenie parametrów wody. W wielu zbiornikach z powodzeniem koegzystuje z innymi gatunkami ślimaków.

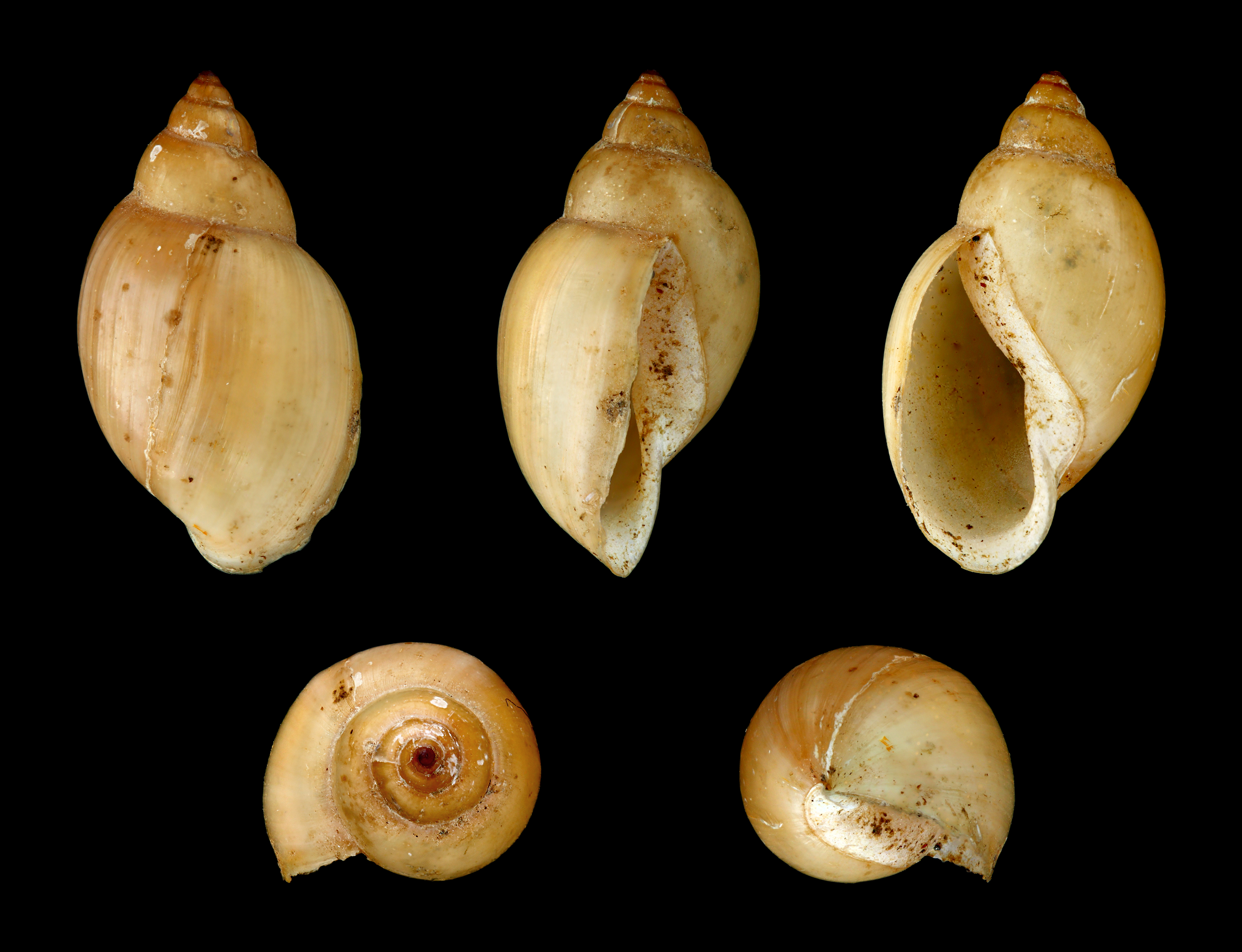
Muszla

Żywi się głównie detrytusem i zielenicami, a także okrzemkami. Jaja o wymiarach 0,8–1 × 0,5 mm, w liczbie 20–400 (zwykle poniżej 50) sztuk składane są w podłużnych kokonach. W sprzyjających warunkach młode wykluwają się po 20 dniach. Dojrzałość osiągają po 17–18 dniach. W ciągu jednego roku pojawiają się 2 generacje.